# Новое (Еврейская автономная область)
Но́вое — село в Ленинском районе Еврейской автономной области. Входит в Дежнёвское сельское поселение.

## История
Село основано в 1869 году переселенцами из Забайкалья.

## География
Село Новое расположено в четырёх километрах от реки Амур, на левобережной протоке.
Через село проходит автотрасса областного значения Биробиджан — Ленинское — Дежнёво.
Расстояние до административного центра сельского поселения Дежнёво 10 км (на запад), до районного центра села Ленинское — 26 км (на северо-восток).
В селе Новое в советское время дислоцировались части 3-го укрепрайона 43-го АК.

## Инфраструктура
В селе имеются отделение связи, основная школа, фельдшерско-акушерский пункт, библиотека, детский сад и дом культуры..

## Население
| 1992 | 2002 | 2010 |
| ---- | ---- | ---- |
| 1300 | ↘884 | ↘683 |

| 1911 | 2002 | 2010 |
| ---- | ---- | ---- |
| 210  | 883  | 683  |